# Tristana (film)
Pour plus de détails, voir Fiche technique et Distribution.
Pour les articles homonymes, voir Tristana.
Tristana est un film franco-italo-espagnol réalisé par Luis Buñuel, sorti en 1970.
Le film est librement adapté du roman éponyme de l'auteur espagnol Benito Pérez Galdós, publié en 1892.

## Synopsis
L’action se déroule à Tolède. À la mort de ses parents, Tristana est recueillie par son oncle, don Lope Garrido. Il la séduit et elle devient sa maîtresse de l’âge de 19 ans à 21 ans, mais celle qu’il a considérée comme sa fille et sa femme demande alors à étudier la musique et l’art pour devenir indépendante. Elle rencontre le jeune peintre Horacio Díaz, en tombe amoureuse et finit par quitter Tolède pour aller vivre avec lui à Madrid.
Deux années plus tard, tombée malade, elle revient chez don Lope. Atteinte d’une tumeur au genou, elle doit être amputée d’une jambe. Aigrie, elle refuse d’épouser le jeune homme et retourne vivre avec son oncle qu’elle épouse. Ce dernier décline, tombe malade. Victime d’une crise nocturne, il appelle Tristana à l’aide. Elle feint de téléphoner au docteur avant d’ouvrir la fenêtre, alors qu’il neige, pour accélérer sa mort.

## Différences avec le roman
Dans le roman, elle se résigne à épouser Don Lope pour qu’il puisse recevoir son héritage. Le rôle accru de Saturno dans le film, comme troisième objet d’intérêt amoureux de Tristana, diffère également sensiblement du roman où il est à peine mentionné.

## Fiche technique
- Titre original : Tristana
- Réalisateur : Luis Buñuel, assisté de Pierre Lary
- Scénario : Luis Buñuel et Julio Alejandro, d'après le roman du même nom de Benito Pérez Galdós
- Décors : Luis Argüello et Rafael Borqué
- Costumes : Luis Argüello et Rosa Garcia
- Photographie : José F. Aguayo
- Son : Bernardino Fronzetti
- Montage : Pedro del Rey
- Production : Luis Buñuel et Robert Dorfmann
- Sociétés de production : Les Films Corona, Selenia Cinematografica, Epoca Film, Talia Films
- Société de distribution : Valoria Films
- Pays d'origine :  Espagne,  Italie et  France
- Langue originale : espagnol
- Format : couleur (Eastmancolor) - 35 mm - 1,66:1 - son mono
- Genre : drame
- Durée : 100 minutes
- Dates de sortie :
  - Espagne : 29 mars 1970
  - France : 29 avril 1970
  - Italie : 27 août 1970

## Distribution
- Catherine Deneuve : Tristana
- Fernando Rey : Don Lope
- Franco Nero : Horacio
- Lola Gaos : Saturna
- Antonio Casas : Don Cosme
- Jesús Fernández : Saturno
- Denise Menace : Armanda
- Vicente Solar : Don Ambrosio
- José Calvo : Bellringer
- Fernando Cebrián : Dr. Miquis

## Autour du film
- C'est le premier film de Buñuel tourné dans l'Espagne franquiste depuis le scandale de Viridiana en 1961, dont les copies furent saisies.
- Pendant le tournage, Catherine Deneuve dit ses dialogues en français, et fut donc doublée par une comédienne espagnole pour la version originale en espagnol.
- Le film a été tourné à Tolède, où se situe le lieu de l’action.